# Індіанці Каліфорнії

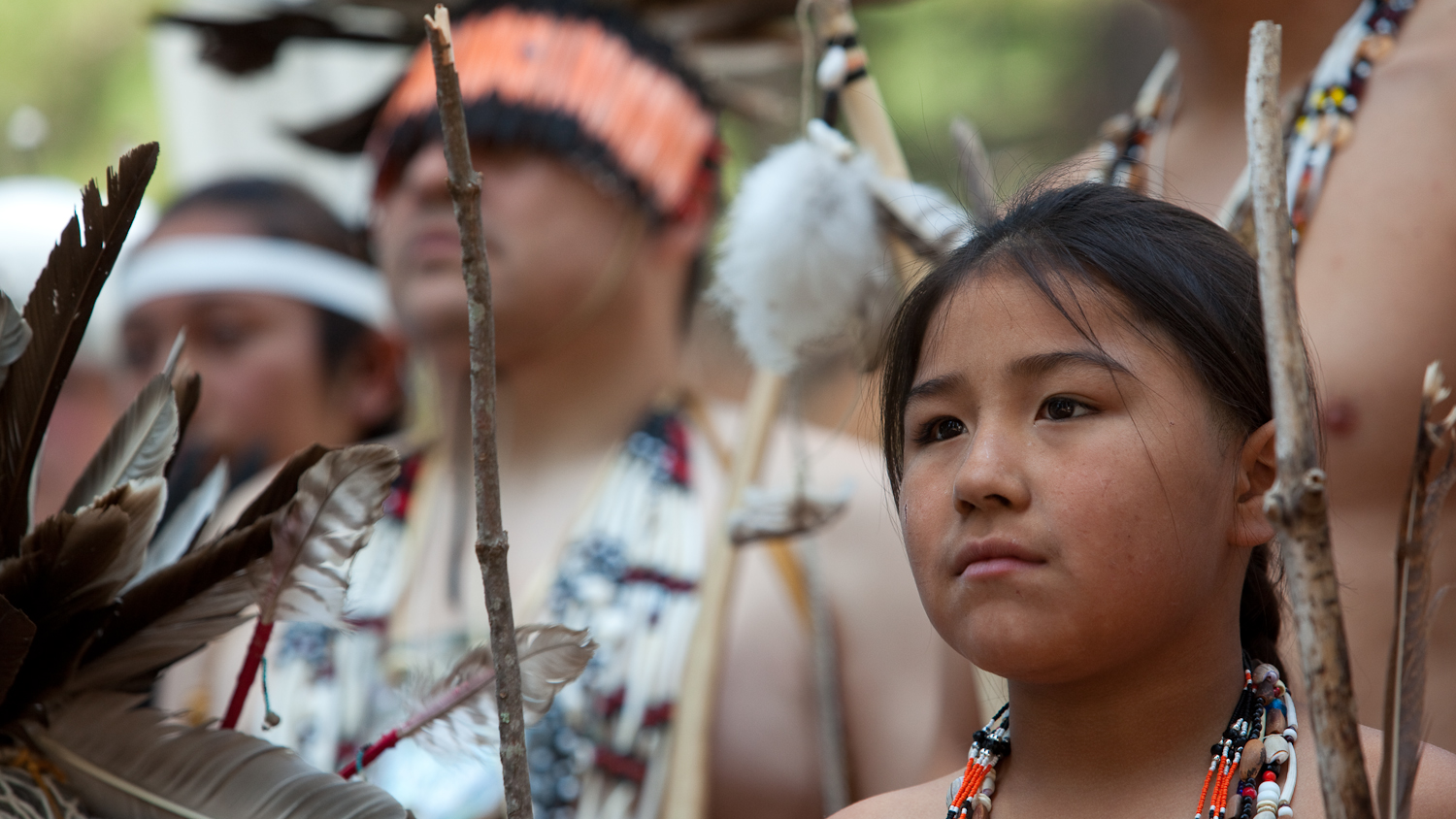
Танцівниці Winnemem Wintu у 2009 році

Індіанці Каліфорнії — корінні індіанські народи та племена, що населяли або населяють географічну область в межах штату Каліфорнія до і після приходу європейців.
Каліфорнія як культурний регіон не повністю відповідає кордонам штату. Багато племен на східному кордоні з Невадою класифікуються як племена Великого басейну, а деякі племена на кордоні з Орегоном класифікуються як племена Плато.
Індіанці Нижньої Каліфорнії та Південної Нижньої Каліфорнії класифікуються як корінні народи Арідоамерики.
Каліфорнійські племена характеризуються мовним та культурним розмаїттям.

## Мови

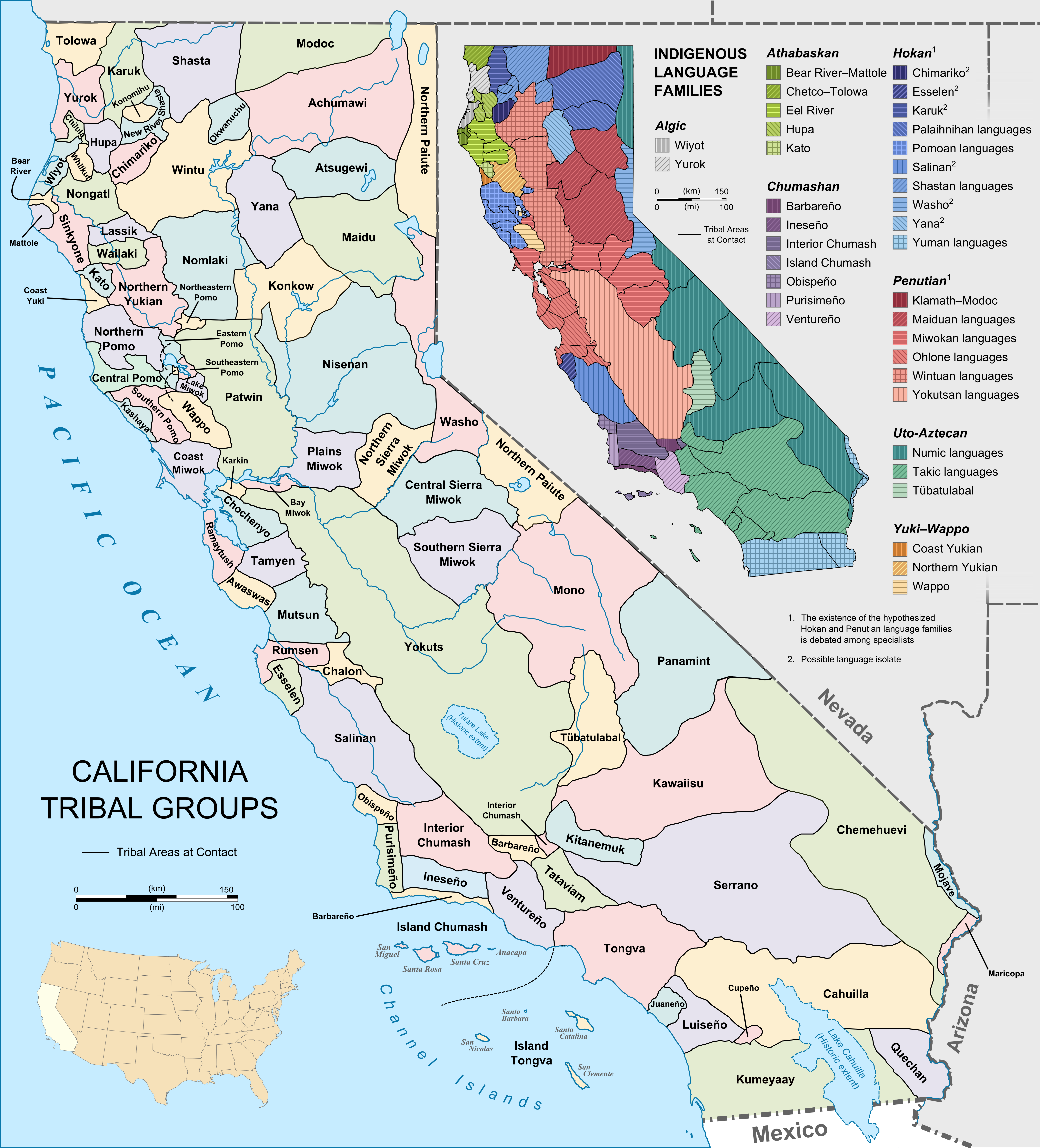
Території племен Каліфорнії на час контакту з європейцями

До контакту з європейцями корінні каліфорнійці спілкувалися близько 100 різними мовами, в яких налічувалося більш ніж 300 діалектів. Існування великої кількості мов було обумовлено географічним різноманіттям регіону і соціально-політичною організацією в невеликі племінні групи (приблизно в 100 членів).
Більшість мов індіанців Каліфорнії належать до невеликих локалізованих мовних сімей у дві-три мови (шаста, юкі тощо). Деякі з них включаються лінгвістами до гіпотетичної великої хоканської мовної родини. З решти більшість мов належить до юто-ацтецької та атабаської мовних родин.

## Список корінних народів Каліфорнії

### Атабаські народи та племена
- Атапаски Вугрової річки
  - Ваїлакі
  - Лассік
  - Маттоле
  - Нонгаті
  - Сінкйон
- Вілкут
- Като
- Толова
- Хупа
- Чилула

### Юто-ацтецькі народи та племена
- Кауїлла
- Кітанемук
- Купеньо
- Моно
- Серрано
- Татавіам
- Тонгва
- Тюбатулабаль
- Хуаненьйо

### Інші
- Ацугеві
- Ачомаві
- Ваппо
- Війот
- Вінтун
  - Вінту
  - Номлакі
  - Патвін
- Есселен
- Йокутс
  - Вакчамні
  - Кассон
  - Лакісамні
  - Тачі
  - Човчилла
  - Чойнамні
  - Чукчансі
- Карук
- Майду
  - Гірські майду (північно-східні)
  - Конкау (північно-західні)
  - Мечупда
  - Нісенан
- Мівок
- Охлоне (Костаноан)
  - Авасвас
  - Єламу
  - Каркін
  - Мутсун
  - Рамайташ
  - Рамсен
  - Там'єн
  - Чалон
  - Чоченьйо
- Помо
- Салінан
- Чімаріко
- Чумаш
- Шаста
  - Кономіху
  - Окванучу
  - Чемафеко (Шаста з Нью-Рівер)
- Юкі
- Юрок
- Яна